# Bloedworm
De bloedworm (Marphysa sanguinea) is een borstelworm uit de familie Eunicidae. Marphysa sanguinea werd in 1815 voor het eerst wetenschappelijk beschreven door George Montagu.

## Beschrijving
Deze borstelworm is circa 600 mm lang. Het lichaam bestaat uit een kop, een cilindrisch, in 500 segmenten opgedeeld lichaam en een staartstukje. De kop bestaat uit een prostomium (gedeelte voor de mondopening) en een peristomium (gedeelte rond de mond) en draagt gepaarde aanhangsels (palpen, antennen en cirri). De kleur is geelachtig oranje, bruinrood of rozegrijs, en is sterk iriserend. De kieuwen zijn fel rood.

## Verspreiding en leefgebied
Hoewel de bloedworm wereldwijd voorkomt is deze soort een invasieve exoot in Nederland. Het leeft in fijn zand, modder en mengsels van beide, klei, onder stenen, in spleten van rotsen, op houten palen, in oesterbanken, in sponzen, in lege wormkokers, in wortels van zeegras (Zostera) van het intergetijdengebied tot een diepte van ongeveer 200 meter. Het leeft in goed gedefinieerde holen die zijn bekleed met slijm, modder en zand. Het kan ook lange galerijen vormen in rotsspleten.